# Chamelaucium virgatum
Chamelaucium virgatum är en myrtenväxtart som beskrevs av Stephan Ladislaus Endlicher. Chamelaucium virgatum ingår i släktet Chamelaucium och familjen myrtenväxter. Inga underarter finns listade i Catalogue of Life.